# Franco Allain
Franco Emerson Allain Morán (Lima, Provincia de Lima, Perú, 22 de julio de 1997) es un futbolista peruano. Juega como volante de marca y actualmente se encuentra libre. Tiene 27 años.

## Clubes

### Como futbolista
| Club                   | País | Año         |
| ---------------------- | ---- | ----------- |
| Alianza Lima (reserva) | Perú | 2015 - 2017 |
| Alianza Lima (mayores) | Perú | 2017 - 2019 |

## Palmarés

### Torneos cortos
| Título          | Club         | País | Año  |
| --------------- | ------------ | ---- | ---- |
| Torneo Apertura | Alianza Lima | Perú | 2017 |
| Torneo Clausura | Alianza Lima | Perú | 2017 |

### Campeonatos nacionales
| Título              | Club         | País | Año  |
| ------------------- | ------------ | ---- | ---- |
| Campeonato Nacional | Alianza Lima | Perú | 2017 |